# Demarziella yorkensis
Demarziella yorkensis là một loài bọ cánh cứng trong họ Bọ hung (Scarabaeidae).